# Polenta

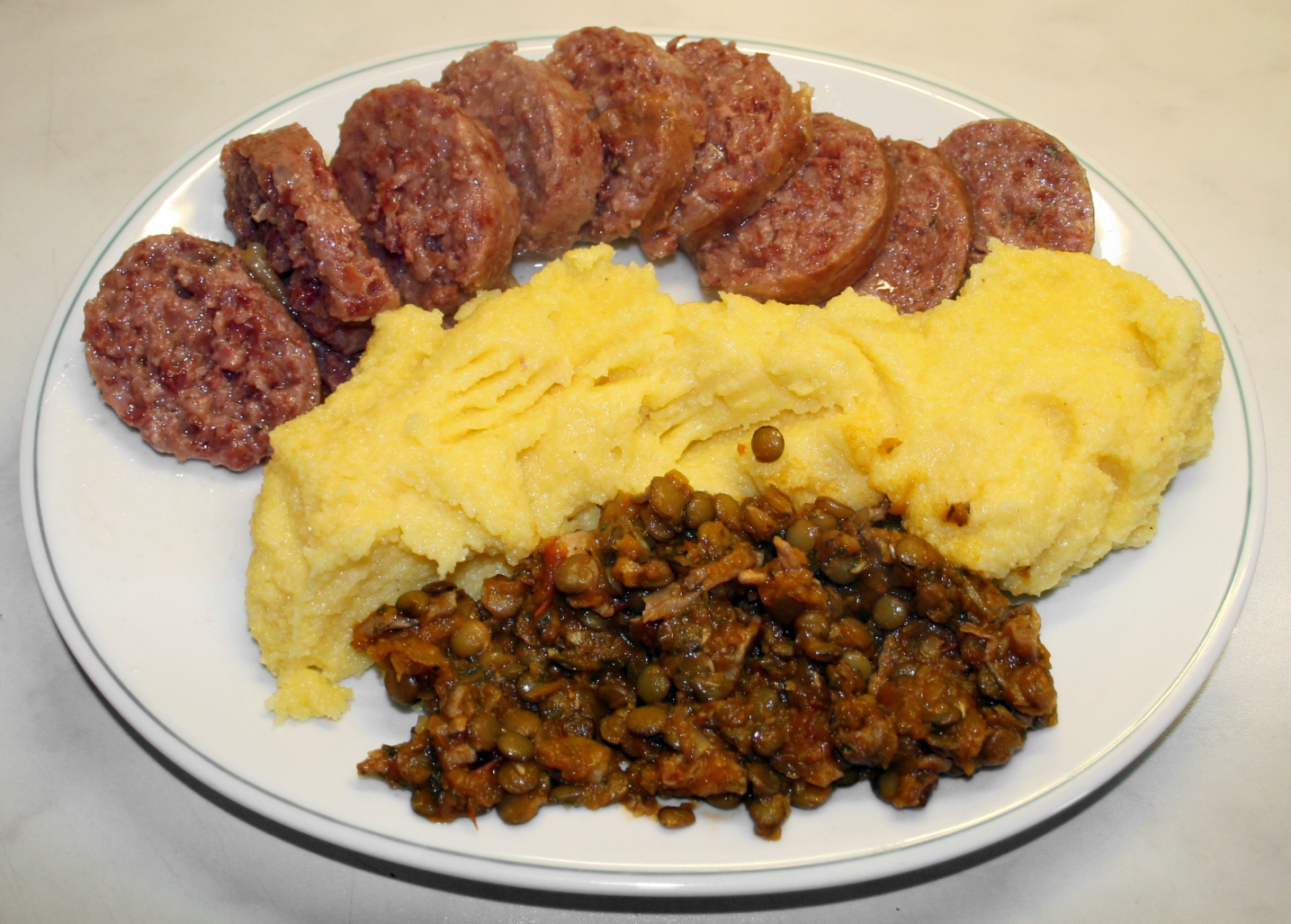
Polenta med linser och cotechino, italiensk fläskkorv.

Polenta är en tjock gröt av majsmjöl, gjord på en grovmalen (majsmannagryn) eller finmalen majs. Gröten framställs genom att mjölet kokas till degig konsistens i vatten, eller annan vätska, som fond. Därefter äts den sedan ofta med andra tillbehör, till exempel med riven parmesanost. Polenta är vanligt i norra Italien och på norra Balkanhalvön.
Efter tillagning kan den bli ugnsbakad, stekt eller grillad, vilket man vanligen gör med resterna. Den serveras ofta med kötträtter i Piemonte, Lombardiet och Venetien.
Polenta är ursprungligen ett italienskt ord som härstammar från det latinska ordet polenta, som betyder "korngryn". En rätt som liknar Polenta är Grits som äts i USA, framförallt i Sydstaterna.